# クロミドリシジミ
クロミドリシジミ（黒緑小灰蝶 Favonius yuasai）は、チョウ目（鱗翅目）シジミチョウ科ミドリシジミ亜科に属するチョウ。

## 概要
ゼフィルスと呼ばれる一群の1種。雄の翅表が青緑色となるグループの一員だが、本種は黒の縁取りと暗褐色のみで、構造色の鱗粉は持たない。雌では翅表の地色がやや薄くなる。翅裏は他のミドリシジミ類と大きく違わず一般的であるが地色の褐色は濃く、白帯はやや細く、後翅の赤斑が2つつながっているなどで見分けられる。尾状突起は他種と同様濃褐色~黒色で、先端が白く、やや長くなる。
成虫は年一回発生で、6月中旬から活動し8月頭までいる。越冬態は卵。食樹はクヌギ・アベマキなど。
ゼフィルスの中ではそれほど山地性を示さないが、生息域が限られるうえかなり早暁に活動するため、見ることは困難。
学名の「F, yuasai」は発見者である湯浅啓温の名からで、天竜峡に旅行で訪れていた際、早朝天竜峡から龍江に向かって「姑射橋」を渡っていた時に、目をやった先の欄干上に本種を発見した。

## 分布
東北地方内陸部、長野県伊那谷、中国山地、九州に分断されて分布している。四国にはいない。
国外では朝鮮半島のみ。